# Hunsrück-Eifel-Kultur
Die Hunsrück-Eifel-Kultur ist eine regionale, eisenzeitliche Kulturgruppe in der Mittelrheinregion.

## Überblick
Die Hunsrück-Eifel-Kultur dauerte etwa vom Ende des 7. Jahrhunderts v. Chr. bis um 250 v. Chr. und kann mit der Späthallstattzeit (Ha D) sowie der Frühlatènezeit (Lt A und B) nach der süddeutschen Chronologie parallelisiert werden.
Der Begriff ‚Hunsrück-Eifel-Kultur‘ wurde 1914 durch Karl Schumacher geprägt. Er ersetzte den im späten 19. Jahrhundert geprägten Terminus „Mehrener Typus“ der mittelrheinischen Hallstattkulturen. Die Kultur und ihre Chronologie wurden vor allem anhand von Keramik aus Gräbern beschrieben.
Die Hunsrück-Eifel-Kultur wird grob in eine Ältere (HEK I) und eine Jüngere Hunsrück-Eifel-Kultur (HEK II) unterteilt, wobei die Ältere der Späthallstattzeit, die Jüngere der Frühlatènezeit entspricht. Der Übergang wird etwa um 480–470 v. Chr. angenommen. Feinere Untergliederungen gehen von drei Stufen der älteren und vier Stufen der jüngeren HEK aus.
Die ältere HEK entwickelte sich aus der vorangegangenen früheisenzeitlichen Laufelder Kultur und war bis ins 6. Jahrhundert v. Chr. noch stark in spätbronzezeitlichen Traditionen verhaftet. In der zweiten Hälfte des 6. Jahrhunderts v. Chr. geriet die Region zunehmend unter den Einfluss der südlich angrenzenden Hallstattkultur und wurde gleichsam „hallstattisiert“. Die jüngere HEK ist dagegen klar von der Frühlatènekultur geprägt und kann als „keltisch“ bezeichnet werden.
Die Hunsrück-Eifel-Kultur gilt als relativ einheitliche Kultur, die sich ohne wesentliche Brüche über mehrere Jahrhunderte entwickelte. Die Mehrheit der Archäologen, die sich mit ihr befassten, vermutet deshalb, dass es weder zu wesentlicher Ein- noch Abwanderung von Bevölkerung kam. Die Träger der Hunsrück-Eifel-Kultur werden auch mit dem deutlich später schriftlich belegten keltischen Stamm der Treverer in Verbindung gebracht.
Es sind vergleichsweise sehr viele Gräberfelder und eine Reihe Siedlungen der Hunsrück-Eifel-Kultur bekannt, so dass von einer gegenüber anderen Regionen und Epochen hohen Bevölkerungsdichte ausgegangen wird.
Von besonderer Bedeutung ist eine Reihe von „Prunkgräbern“, die ab etwa 500 v. Chr. angelegt wurde, und die ihren Höhepunkt Ende des 5. und 4. Jahrhunderts v. Chr. fand. Einige dieser Gräber gehören zu den am besten ausgestatteten (mit Gold, importierten Bronzen, Wagen usw.) Gräbern der frühen Latènezeit und waren deshalb auch für die Untersuchung keltischer Kunststile von Bedeutung.
Einige Fundplätze liegen am oder unweit vom Keltenweg Nahe–Mosel.

## Wichtige Fundplätze der Hunsrück-Eifel-Kultur
- Gräberfeld von Horath
- Wagengrab von Bell (Hunsrück)
- Gräberfeld von Bescheid
- Gräberfeld von Polch[3]

## Fundorte der nachfolgenden Trevererkultur
- Höhenbefestigung Altburg bei Bundenbach
- Oppidum auf dem Titelberg in Luxemburg
- Ringwallanlage von Otzenhausen
- Gräberfeld von Wederath – Belginum